# Terry J. Albury
Terry J. Albury (Santa Rosa, 1979) è un ex agente dell'FBI condannato per aver trapelato e inviato documenti al sito The Intercept che dettagliano le linee guida segrete per l'uso di informatori da parte dell'FBI e la sorveglianza di minoranze etniche e religiose, comunità di immigrati e giornalisti.

## Biografia

### Infanzia e istruzione
Albury è nato e cresciuto a Santa Rosa in California. All'età di 13 anni ha frequentato la Mountain Mission School a Grundy in Virginia. In seguito ha conseguito un Bachelor of Arts in sociologia al Berea College.

### Carriera
Albury ha lavorato per 16 anni nell'FBI. Ha spiegato che era motivato dall'informare il pubblico sulle pratiche sistematiche razziste e xenofobe di cui è stato testimone come unico agente nero nell'ufficio di Minneapolis, e figlio di un rifugiato etiope, mentre era incaricato della sorveglianza delle comunità musulmane e immigrate.
Dopo aver inviato nel 2016 documenti a The Intercept, che hanno costituito la base per una serie di articoli intitolata The FBI's Secret Rules, nel 2017 Albury è stato incriminato in base all'Espionage Act del 1917. Nel 2018 si è dichiarato colpevole ed è stato condannato a quattro anni di prigione.
Il caso di Albury è stato il secondo leak incriminato ai sensi dell'Espionage Act durante la presidenza di Donald Trump. I sostenitori delle libertà civili e della libertà di stampa si sono espressi contro l'incriminazione di Albury e hanno chiesto la fine dell'uso dell''Espionage Ac contro coloro che "agiscono in buona fede per portare la cattiva condotta del governo all'attenzione del pubblico".
Albury è stato incarcerato presso il Federal Correctional Institution di Englewood e nel novembre 2020, dopo essere stato scarcerato, è ritornato a Berkeley (California).